# Daphnella leucophlegma
Daphnella leucophlegma é uma espécie de gastrópode do gênero Daphnella, pertencente à família Raphitomidae.